# Красный Октябрь (Иркутская область)
Кра́сный Октя́брь — деревня в Тулунском районе Иркутской области России. Входит в состав Евдокимовского муниципального образования.

## География
Деревня находится на расстоянии примерно 26 км к югу от города Тулун, административного центра района.

## Население
| 2002 | 2010 | 2011 | 2012 |
| ---- | ---- | ---- | ---- |
| 266  | ↘183 | ↘182 | ↘174 |

### Половой состав
По данным Всероссийской переписи, в 2010 году в деревне проживали 183 человека (89 мужчин и 94 женщины).